# Eleodes caudifera
Eleodes caudifera es una especie de escarabajo del género Eleodes, tribu Amphidorini, familia Tenebrionidae. Fue descrita científicamente por LeConte en 1858.
Se mantiene activa durante todos los meses del año excepto en diciembre.

## Descripción
Mide 7,8-12,8 milímetros de longitud.

## Distribución
Se distribuye por México y Estados Unidos.